# Пам'ятник Олександру Пушкіну (Білгород-Дністровський)
Пам'ятник Олександрові Пушкіну — колишній пам'ятник-погруддя радянської доби російському письменнику Олександру Пушкіну, що існував у 1958—2024 рр. у місті Білгород-Дністровський. Демонтований 15 серпня 2024 в рамках деколонізації після початку широкомасштабного вторгнення Росії в Україну.

## Історія
Типовий проєкт, розроблений скульптуром Володимиром Домогацьким у 1930-х роках. Був встановлений у Нікополі, Каховці, Ананьєві та внших населених пунктах.
1952 року погруддя Пушкіна встановили у Білгороді-Дністровському сквері, біля Аккерманської фортеці, а в 1955 року перенесли у Дитячий парк на розі нинішніх вулиць Української та Олімпійської.
15 серпня 2024 році пам'ятник демонтували у рамках дерусифікації